# روجر آدامز (كيميائي)
روجر آدامز (بالإنجليزية: Roger Adams)‏ (و. 1889 – 1971 م) هو كيميائي، وأستاذ جامعي، من الولايات المتحدة الأمريكية، ولد في بوسطن، وكان عضوًا في الأكاديمية الأمريكية للفنون والعلوم، والأكاديمية الوطنية للعلوم، توفي في أوربانا، عن عمر يناهز 82 عاماً.

## التعليم
تعلم في جامعة هارفارد.

## مناصب وهيئات
أدار جامعة إلينوي في إربانا-شامبين.

## جوائز وترشيحات
حصل على جوائز منها:
- قلادة العلوم الوطنية الأمريكية (1964)[16]
- ميدالية بيركن [الإنجليزية]‏ (1954)
- جائزة جيبس ويلارد  [لغات أخرى]‏
- وسام إليوت كريسون  [لغات أخرى]‏.

ترشح لـ:
- جائزة نوبل في الكيمياء (1960)[17]
- جائزة نوبل في الكيمياء (1959)[17]
- جائزة نوبل في الكيمياء (1957)[17]
- جائزة نوبل في الكيمياء (1952)[17]
- جائزة نوبل في الكيمياء (1949)[17]
- جائزة نوبل في الكيمياء (1948).[17]

## روابط خارجية
- روجر آدامز على موقع الموسوعة البريطانية (الإنجليزية)
- روجر آدامز على موقع إن إن دي بي (الإنجليزية)